# アルプススタンドのはしの方
『アルプススタンドのはしの方』（アルプススタンドのはしのほう）は、兵庫県立東播磨高等学校演劇部の顧問教諭を務めた籔博晶による高校演劇の戯曲。同部により2016年に初演され、翌2017年の第63回全国高等学校演劇大会にて最優秀賞を受賞。
夏の甲子園1回戦出場の母校の応援に来た高校生4人（演劇部員の安田と田宮、元野球部員の藤野、成績優秀な宮下）がそれぞれ抱える様々な思いや心の変化を波乱含みの試合展開に重ね、アルプススタンドのはしで繰り広げる会話を中心に描き出した会話劇。
全国の高校でリメイク上演されて人気を博し、2019年6月には東京・浅草九劇にて上演。同キャストで映画化され、翌2020年7月に公開された。
映画版公開後、高校演劇版のオリジナル戯曲により、高校演劇ver.として東京・浅草九劇で再舞台化され、2021年1月に関西チーム（関西弁上演）と関東チーム（標準語上演）の2チーム構成で上演された。

## 概要（高校演劇）
2016年、正規部員4人の演劇部のために執筆され、兵庫県高等学校演劇研究会東播磨支部合同発表会（地区大会）で100人弱の観客を前に初演された本作は、兵庫県高等学校演劇研究会中央合同発表会（県大会）、第51回 近畿高等学校演劇研究大会（ブロック大会）を進み、翌2017年の第63回全国高等学校演劇大会にて最優秀賞を受賞。同年、最優秀賞・優秀賞を受賞した4校で国立劇場で実施される「優秀校公演」で上演された。この優秀校公演の映像はNHK『青春舞台2017』にて全国放映されており、この放送を見た奥村徹也（劇団献身）が「面白い！」と惚れ込み、2019年には自身の演出で上演するきっかけとなっている。「舞台」参照。

## 登場人物（高校演劇）
登場人物は4人のみ。
安田あすは
東播磨高校3年 演劇部。
藤野富士夫
東播磨高校3年 元野球部。
田宮ひかる
東播磨高校3年 演劇部。
宮下恵
東播磨高校3年 帰宅部。
その他原作戯曲シナリオ記載の人物（台詞の中でのみ登場）
- 東播磨ナイン
  - 4番、投手 - 園田
  - 6番、中堅 - 赤木
  - （※ 1番 - 9番まで各選手の名前が記載されているが、台詞に登場しないため省略）

- 東播磨ベンチ
  - 矢野

- 東播磨吹奏楽部
  - 久住智香

- 平成実業ナイン（対戦相手の甲子園常連校）
  - 4番、三塁 - 松永（春の大会でも5本ホームランを打っている）
  - （※ 1番 - 9番まで各選手の名前とポジションが記載されているが、台詞に登場しないため省略）

## 舞台

### 1 浅草九劇版
SPOTTEDLIGHTプロデュース公演として、東京・浅草九劇で2019年6月5日から6月16日にリメイク上演された。籔と大学で同じ演劇部だった劇団献身の奥村徹也が演出を務め、4名のキャストは2018年12月に開催されたオーディションによって小野莉奈、劇団プレステージの石原壮馬、西本まりん、LoveCocchiの中村守里が選出された。
浅草九劇で初めて公演を行なった団体・個人限定で、最も新鮮さに溢れた作品に贈られる「浅草ニューフェイス賞」を受賞している。

#### キャスト（舞台1）
- 安田あすは - 小野莉奈[15]
- 藤野富士夫 - 石原壮馬（劇団プレステージ）[15]
- 田宮ひかる - 西本まりん[15]
- 宮下恵 - 中村守里[15]
- 英語教師 - 目次立樹（ゴジゲン）[注 3][15]

#### スタッフ（舞台1）
- 作 - 籔博晶
- 演出 - 奥村徹也（劇団献身）
- 舞台監督 - 鳥養友美
- 美術 - 片平圭衣子
- 音響 - 中村光彩
- 衣裳 - 小笠原吉恵
- ヘアメイク - 瀬戸口清香、新田彩加
- 衣裳協力 - CONOMi
- 制作 - 半田桃子
- 企画 - 直井卓俊
- 製作・主催 - SPOTTED PRODUCTIONS

### 2 高校演劇オリジナル版（高校演劇ver.)
映画版公開後、劇団献身の奥村徹也、若宮計画の若宮ハルの演出で、高校演劇版のオリジナル戯曲で2021年1月7日から11日に東京・浅草九劇で再舞台化。関西チーム（関西弁上演・奥村徹也演出）と関東チーム（標準語上演・若宮ハル演出）の2チーム構成で上演された。

#### キャスト（舞台2）
- 安田あすは - 左京ふうか（関西チーム/関西弁）、三木理紗子（関東チーム/標準語）
- 藤野富士夫 - 平井亜門（関西チーム/関西弁）、犬飼直紀（関東チーム/標準語）
- 田宮ひかる - 藤谷理子（関西チーム/関西弁）、橋本乃依（関東チーム/標準語）
- 宮下恵 - 中井友望（関西チーム/関西弁）、蒼波純（関東チーム/標準語）

※左京ふうか（本名・大西史華）は東播磨高校演劇部時代に第63回全国高等学校演劇大会で安田あすは役、平井亜門は映画版の藤野富士夫役を演じている。

#### スタッフ（舞台2）
- 脚本 - 籔博晶
- 関西チーム演出 - 奥村徹也（劇団献身）、関東チーム演出 - 若宮ハル（若宮計画）
- 舞台監督 - 水澤桃花
- 美術 - 里森恵
- 照明 - 山内祐太
- 音響 - 中村光彩
- 演出助手 - 松尾太稀
- 衣裳 - もやし
- ヘアメイク - YASU
- 宣伝美術 - 寺澤圭太郎
- 宣伝写真 - 鈴木裕介
- 衣装協力 - CONOMi、polkapolka
- キャスティング - 池田舞、松本晏純（AOI Pro.）
- 制作 - 渡辺みどり、柴田紗希
- 企画 - 直井卓俊
- プロデューサー - 保坂暁、半田桃子
- 主催 - SPOTTED PRODUCTIONS、momocan、AOI Pro.

#### ドキュメンタリー映画「カーテンコールのはしの方」
高校演劇オリジナル版に出演する８人のキャストと２人の演出家に密着したドキュメンタリー映画「カーテンコールのはしの方」が制作された。
公演初日に緊急事態宣言発令というコロナ禍での舞台制作の裏側を切り取ったもので、関東チームを今田哲史が、関西チームを谷口恒平が、それぞれ監督した。
キャスト・スタッフ
- 監督：谷口恒平・今田哲史
- 出演：奥村徹也（劇団献身）、若宮ハル（若宮計画）、左京ふうか、平井亜門、藤谷理子、中井友望、三木理紗子、犬飼直紀、橋本乃依、蒼波純 ほか
- 原作戯曲：籔博晶
- 企画：直井卓俊
- 制作・配給：SPOTTED PRODUCTIONS
- 制作協力：momocan
- 協力：伊藤園

### 3 稲村梓プロデュース版
俳優の稲村梓がプロデュースする舞台の第5弾として、2022年2月9日から13日に東京・サンモールスタジオで上演。演出は村上大樹が担当している。劇場都市TOKYO演劇祭において、参加5作品の中から、「助演俳優賞」、「新人俳優賞」、「演出賞」、「美術賞」、「照明賞」、「音響賞」、作品全体を評価するグランプリにあたる「演劇賞」を受賞した。

#### キャスト（舞台3）
- 稲村梓
- 八島さらら
- 野口真緒
- 菅沼岳
- 三浦ゆうすけ

#### スタッフ（舞台3）
- 原作：籔博晶
- 演出：村上大樹
- 技術監督：逸見輝羊
- 舞台監督：今宮稜正
- 照明：萩原賢一郎
- 音響：奥村典洋、北山武徳、添田貴久
- 舞台美術：古謝里沙
- 制作：虫生瑞希
- 宣伝美術：アフロゴトウ

## 映画
この戯曲を原作として、2020年7月24日に公開された日本映画である。
城定秀夫が監督を務め、前年6月の舞台公演で演出を務めた奥村徹也が脚本を担当。同公演のキャストが続投し、戯曲では台詞上のみで登場の吹奏楽部が新たに登場する。
キャッチコピーは、「そこは、輝けない私たちの ちょっとだけ輝かしい特等席。」。
劇場公開に先立って第15回大阪アジアン映画祭インディ・フォーラム部門に出品され、同年3月8日および3月9日にプレミア上映された。
7月の公開後、9月には低予算映画ながら、観客動員数が2万5千人を突破するヒットとなり、観客動員数はその後3万人を超え、全国上映館120館までに広がった。

### 製作
本作品の撮影は、神奈川県平塚市の平塚球場で行われた。応援の野球部員・観客等は、全てエキストラにより撮影され、吹奏楽部演奏の場面では、平塚市を本拠地として活躍しているシエロウインドシンフォニーの協力により撮影されている。
当初は5日間での撮影予定だったが、都合により2か月後に追加撮影を1日行い、合計6日間で撮影された。
なお、阪神甲子園球場での撮影は、日本高等学校野球連盟を絡めた3か月以上の粘り強い交渉にもかかわらず、許可が下りず実現されなかった。

### あらすじ（映画）
夏の甲子園大会の1回戦、吹奏楽部や応援団が賑わう中、アルプススタンドのはしの方の応援席。演劇部員の安田あすはと田宮ひかるが観戦しているが、２人とも野球のルールがよく分からず、犠牲フライを知らないため、どうして相手に点が入ったのか分からないと話していると、元野球部員の藤野富士雄がやって来て近くに座った。藤野に野球の解説をしてもらいながら、3人で試合を見守っている。少し離れた所には、成績優秀だが人付き合いが苦手な宮下恵がいる。彼女は、成績学年一位の座を、吹奏楽部部長の久住智香に明け渡してしまっていた。
安田と田宮は、演劇部の関東大会出場の目前で、主役の田宮がインフルエンザに罹ってしまい出場できなかったことで、お互いに妙に気を遣っている。藤野は、安田に野球部を辞めた理由を聞かれ、園田が今のピッチャーでいる限り、どんなに練習しても自分がレギュラーにはなれないから諦めたと答え、万年ベンチの矢野も試合に出られることはないのに懸命に練習していると話した。「しょうがない」といろんなことを諦めていた冴えない4人である。そして、時折やって来ては、ひたすら声を出して応援しろという英語教師の厚木先生に少し困惑している。
宮下はピッチャーの園田に好意を持っているが、園田が久住と付き合ってることを田宮と藤野の話から知り、ショックを受けて体調を崩し、田宮と藤野に背負われてスタンドの外で休憩に行くことになる。久住も心配して宮下のところに行きドリンクを差し出すが、わだかまりがあって宮下は受け取ろうとしない。
田宮がスタンドに一旦戻ろうとした時、出会った安田が宮下の体調を心配して「私も一緒に行くよ」と言ってみるが、田宮から「大丈夫だから座っといて」と言われたことから、「そういうのもうやめない？半年も前のことだよね。大会に出られなかったのは、ひかるのせいじゃないよ！」と思いをぶつけてしまう。
試合の方は、強豪チーム相手に終盤8回裏の4-0、園田が健闘しているがホームランを打たれてしまっている。「相手は格上だから、しょうがない」と諦めたように言う安田に宮下が「頑張ってる人にしょうがないって言うのやめて！」と怒る。 安田は「私はめちゃくちゃ頑張ったけど、しょうがないって言われた。宮下さんにはそんな経験ないだろうけど」と言い返す。
そんな時、補欠の矢野が選手交代で出場、送りバントを成功させ、4-2まで追い上げる。矢野の嬉しそうな活躍を見て、田宮が「もう一度大会に出よう。あすはと一緒に舞台に立ちたい」と安田に話しかける。久住も吹奏楽部のメンバーに「大きな音出していくよ！」と声をかけ、思いを演奏に込める。
そして9回、ツーアウト満塁のチャンスを迎えバッターは矢野。気づけば安田たち4人も大声を出して夢中で応援していた。宮下が久住にも「ナイス演奏！」と声援を贈り、気づいた久住が嬉しそうに振り向く。矢野の打球は快音を発して思い切り伸びるが、キャッチされてしまう。あと少しのところで試合は負けてしまったものの、誰もが野球部員たちから勇気と前向きな気持ちをもらっていた。

### キャスト（映画）
安田あすは
演 - 小野莉奈
東入間高校3年、演劇部員。
藤野富士夫
演 - 平井亜門
東入間高校3年、元野球部員。
田宮ひかる
演 - 西本まりん
東入間高校3年、演劇部員。
宮下恵
演 - 中村守里
東入間高校3年、帰宅部。
久住智香
演 - 黒木ひかり
東入間高校3年、吹奏楽部部長。
進藤サチ
演 - 平井珠生
東入間高校吹奏楽部員。
理崎リン
演 - 山川琉華
東入間高校吹奏楽部員。
厚木修平
演 - 目次立樹
東入間高校英語教師・茶道部顧問。
※ 小野莉奈、西本まりん、中村守里、目次立樹は、浅草九劇での舞台に引き続いて同じ役で出演。藤野富士夫役は、舞台では石原壮馬が演じている。

### スタッフ（映画）
- 監督 - 城定秀夫
- 脚本 - 奥村徹也
- プロデューサー - 久保和明
- 企画 - 直井卓俊
- 原作 - 籔博晶・兵庫県立東播磨高等学校演劇部
- 主題歌 - the peggies『青すぎる空』(エピックレコードジャパン）
- 演奏協力 - シエロウインドシンフォニー（吹奏楽部演奏）
- 応援曲編曲 - 田尻政義
- 撮影 - 村橋佳伸
- 録音 - 飴田秀彦
- スタイリスト - 小笠原吉恵
- ヘアメイク - 田中梨沙
- 編集 - 城定秀夫
- サウンドデザイン - 山本タカアキ
- 助監督 - 小南敏也
- ラインプロデューサー - 浅木大
- スチール - 柴崎まどか
- 制作プロダクション - レオーネ
- 製作 - アルプススタンドのはしの方」製作委員会
- 配給・宣伝 - SPOTTED PRODUCTIONS

### 原作との相違点
- 籔博晶の原作戯曲[11]では、
  - 兵庫県立東播磨高校演劇部は正規部員が4名しかいなかったため、登場人物は、安田あすは、藤野富士夫 、田宮ひかる、宮下恵の4人だけである[36]。久住智香、矢野、園田などは台詞の中でのみ登場する。登場人物（高校演劇）参照。（※ 映画版では吹奏楽部の久住智香が部長として登場し、部員の進藤サチと理崎リンも映画版のみのキャラクターとして登場する。また、浅草九劇の舞台版から加わった厚木先生も引き続いて登場する。）
  - 学校の設定は、そのまま兵庫県立東播磨高校で、台詞は全て関西弁である。（※ 映画版では、埼玉県立東入間高校で、台詞は標準語である。）
  - ピッチャーの園田の打順が廻って来た時の吹奏楽部の応援曲が「エル・クンバンチェロ」になっている。（※ 映画版ではTRAIN-TRAIN）
  - 演劇部の出場する大会は近畿大会である。（※ 映画版では関東大会）
  - 試合終了の場面で終わっているが、映画版では安田あすは達4人や野球部の矢野と園田、厚木先生のその後が描かれている。
  - 高校演劇の大会規約[37]により、上演時間が60分とされていることから原作は60分未満を想定している。映画版では浅草九劇版よりシーンやセリフを増やしたことから上演時間は75分となっている。

### 映画版でのその後
- その後の安田あすはたちは、4人でプロ野球の選手になった矢野の試合（デビュー戦、ナイター）を観戦に来る。
  - 安田あすは…大学卒業後、母校・東入間高校の教師になり、演劇部の顧問をしている。
  - 藤野富士夫…野球用品製造の会社に勤務。会社で作ったグローブを持参しており、矢野が打ったファウルをキャッチする。
  - 田宮ひかる…安田とは元通りの自然な関係になっているようである。
  - 宮下恵 …藤野と付き合ってるらしい。仕事関係で再会して、よくLINEしたり飲みに行っており、この試合にも藤野を誘っている。
  - 矢野…プロ野球の選手になっている。
  - 園田… 名古屋の大企業で社会人野球のピッチャーをしている。(藤野の話）
  - 厚木先生…顧問の茶道部が全国大会出場。

### 受賞
- 第42回ヨコハマ映画祭（2020年度）
  - 監督賞（城定秀夫）[38]
  - 2020年度日本映画ベストテン 第6位[39]
- 第12回TAMA映画（2020年度）
  - 特別賞受賞[40]
- 第94回キネマ旬報ベスト・テン（2020年度）
  - 日本映画ベスト・テン10位[41][42]
- 『映画芸術』2020年日本映画ベストテン＆ワーストテン（2020年度）
  - ベストテン3位[43]
- 第30回日本映画プロフェッショナル大賞（2020年度）
  - 監督賞（城定秀夫）[44][45]
  - ベストテン3位[44]
- 「7月第4週公開映画の初日満足度ランキング」（2020年、Filmarks）
  - 第1位［★ 4.12／レビュー数：184］[46]

## コミカライズ
森マシミの漫画によりウェブコミック化され、「やわらかスピリッツ」で2020年3月19日から7月2日まで隔週の木曜日に配信された。また、小学館ビッグコミックスより同年8月28日に刊行された。

## 書誌情報
- 季刊「高校演劇」 No.241（2017．宮城大会特集号）（2017年、高校演劇劇作研究会）
- 「アルプススタンドのはしの方」劇場版パンフレット（2020年、SPOTTED PRODUCTIONS）[注 6]
- 画／森マシミ; 原作／籔博晶『アルプススタンドのはしの方』小学館、2020年8月28日。ISBN 9784098606948。

## その他

### タイトルの由来と経緯について
- 原作者の籔博晶が甲子園に出場した母校の応援に訪れた際に、アルプススタンドで応援する高校生を見て、本作を思いついた。はじめのタイトルは『アルプススタンド』だったが、脚本を作り上げていく上で題名に物足りなさを感じ、『アルプススタンドのはしの方』と言葉を追加した[50]。
- 各登場人物には原作者の経験や願望が投影されている。高校演劇部時代にはインフルエンザで、そして大学時代には東日本大震災で演劇の公演が中止になった経験（安田あすは、田宮ひかる）。中学時代にサッカー部だったが、なかなか上達せず、中学でサッカーを辞めてしまった経験（藤野富士夫）。サッカーが上達しない代わりに、勉強をがんばって成績優秀だった経験（宮下恵）。もしもサッカーを続けていたら、あったかもしれない未来（矢野）[50]。

### 東播磨高校の甲子園初出場
映画公開の翌年、2021年3月19日開幕の第93回選抜高校野球大会において21世紀枠で東播磨高校の初出場が決まった。推薦理由の1つに演劇部の活躍が挙げられたこともあり、出場決定のニュースでは演劇や映画との関連が多く報じられた。
試合結果については、2021年3月22日の第93回選抜高校野球大会第3日、甲子園球場で1回戦3試合があり、東播磨高校は明豊（大分）と対戦し、延長11回の熱闘を繰り広げたが、9-10でサヨナラ負けしている。東播磨高校の原主将は「（演劇、映画の）『アルプススタンドのはしの方 』が現実になった。もう一度、夏同じようにしたい」とコメントしている。
なお、東播磨高校は公式ホームページのお知らせに「今回の甲子園出場に際しまして、たくさんのご支援とご声援ありがとうございました。
グラウンドの中心からアルプススタンドのはしの方まで、全員の心が一つになりました。」と掲載している。